# Deram
Deram is een bestuurslaag in het regentschap Karo van de provincie Noord-Sumatra, Indonesië. Deram telt 464 inwoners (volkstelling 2010).